# Daiei (мережа магазинів)
Daiei, Inc. (яп. 株式会社ダイエー, МФА: [Kabushiki gaisha Daiē]), розташована в Кобе, є однією з найбільших мереж супермаркетів у Японії. У 1957 році Ісао Накаучі заснував мережу в Осаці поблизу станції Sembayashi на залізничній лінії Keihan. Daiei зараз знаходиться в процесі реструктуризації за підтримки Marubeni Corporation і ÆON Co., Ltd., іншої японської мережі супермаркетів. Daiei Inc. керує понад 3000 магазинами під назвою Daiei, а також через свої дочірні компанії. Крім бакалійних товарів, Daiei також є універмагом, де продають електроніку, предмети інтер’єру та одяг. З точки зору чистих продажів, Daiei раніше був найбільшим роздрібним продавцем в Японії. Однак загальний обсяг продажів за п’ять років до 2003 року скоротився майже на чверть.

## Історія
У 1970-х і 1980-х роках роздрібна мережа швидко розширювалася. Крім зростання продажів від конкурентів, таких як Ito-Yokado, ÆON та інших регіональних мереж супермаркетів, негативно вплинуло на продажі Daiei за останні роки. У рамках серії зусиль початкової реструктуризації, щоб уникнути подання до IRCJ, 27 січня 2005 року продала свою бейсбольну команду Fukuoka Daiei Hawks, яку вона придбала у Nankai Railway у 1988 році, SoftBank, а також магазини компанії на Гаваях у 2006 році компанії Don Quijote Co., Ltd. Завдяки процесу реструктуризації боргу та підтримці, наданій фінансовими установами в координації з IRCJ, компанію придбали IRCJ, Marubeni Corporation (торгова компанія) і Advantage Partners (приватна інвестиційна компанія) у 2005 році. Президентом і генеральним директором є Тору Нішімі, колишній операційний директор Marubeni Corporation.

### Власна торгова марка
Daiei має декілька власних торгових марок, і найбільша з них – Topvalu (яп. トップバリュ), яка була заснована у 2007 році. Продукти Topvalu продаються в ÆON Co., Ltd. і Daiei.